# Lipsk
Lipsk este un oraș în Polonia.